# Gaiu Mic

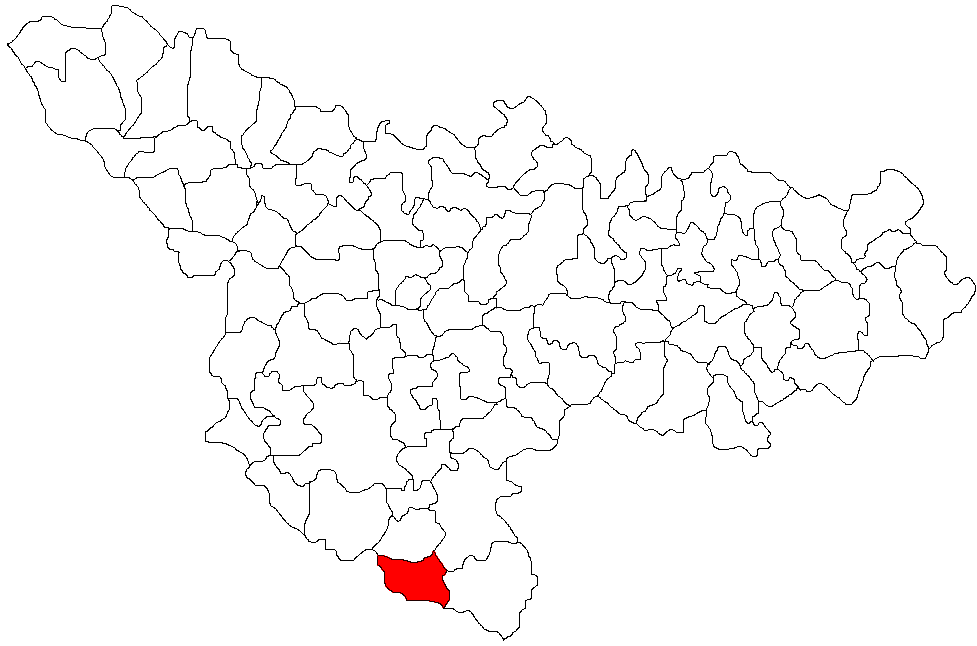
Lage der Gemeinde Moravița im Kreis Timiș

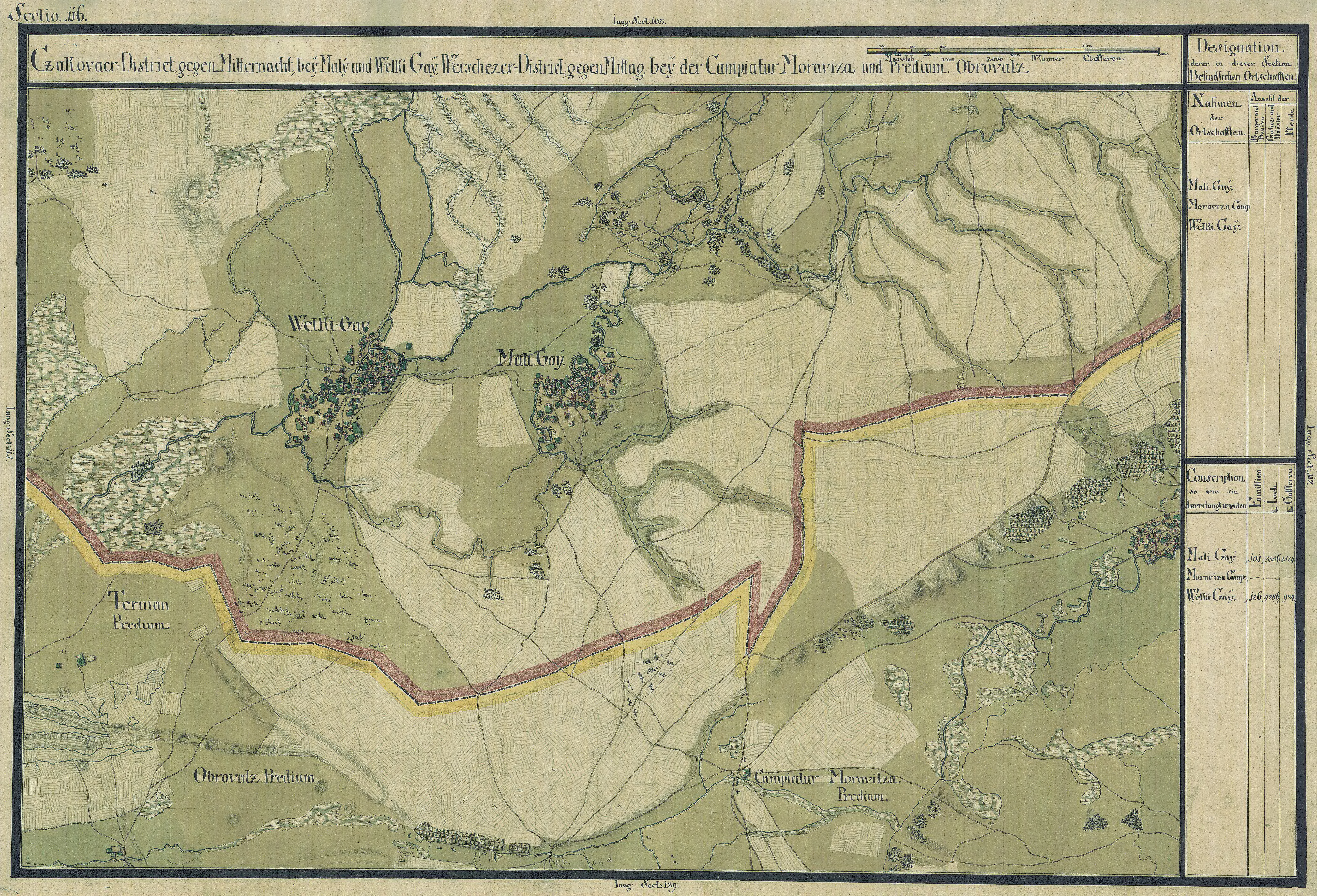
Gaiu Mic auf der Josephinischen Landaufnahme (1769–72)

Gaiu Mic (deutsch Klein-Gaj, ungarisch Kisgáj, serbisch Мали Гај, Mali Gaj) ist ein Dorf im Kreis Timiș, in der Region Banat, im Südwesten Rumäniens. Gaiu Mic gehört zur Gemeinde Moravița.

## Geografische Lage
Gaiu Mic liegt im äußersten Süden des Kreises Timiș, an der Grenze zu Serbien, in 18 km Entfernung von Denta und 54 km von Timișoara. Das Dorf ist durch eine Kommunalstraße mit Stamora Germană und der Nationalstraße Drum național DN59 Timișoara – Stamora Moravița (Grenzübergang) verbunden.

## Nachbarorte
| Partoș               | Denta                                       | Breștea         |
| Veliki Gaj (Serbien) | Kompassrose, die auf Nachbargemeinden zeigt | Dejan           |
| Margita (Serbien)    | Vatin (Serbien)                             | Stamora Germană |

## Geschichte
Die Ortschaft wurde auf der Josephinischen Landaufnahme von 1717 erstmals als ein serbisch-walachisches Dorf mit dem Namen Mali Gaj urkundlich erwähnt. Das Dorf hatte 30 Häuser und gehörte zum Distrikt Ciacova. Auf der Mercy-Karte von 1723–1725 ist die Ortschaft unbewohnt.
Von 1718 bis 1778 war die Ortschaft Teil der Habsburger Krondomäne Temescher Banat.
Infolge des Österreichisch-Ungarischen Ausgleichs (1867) wurde das Banat dem Königreich Ungarn innerhalb der Doppelmonarchie Österreich-Ungarn angegliedert.
Der Grundherr, Graf Nako, siedelte 1782 mehrere Familien Slowaken auf seinem Gut an.
Diese verließen das Dorf jedoch 1806, um sich in anderen slowakischen Ortschaften im Banat, wie Butin oder Clopodia niederzulassen.
Der Vertrag von Trianon am 4. Juni 1920 hatte die Dreiteilung des Banats zur Folge, wodurch Gaiu Mic an das Königreich Rumänien fiel.

## Bevölkerungsentwicklung
| 1880 | 593 | 501 | 2  | 12 | 78 |
| 1910 | 647 | 563 | 3  | 6  | 90 |
| 1930 | 653 | 593 | 1  | 9  | 50 |
| 1977 | 306 | 278 | 2  | -  | 26 |
| 2002 | 195 | 170 | 15 | -  | 10 |